# African Cup of Champions Clubs 1991
Der African Cup of Champions Clubs 1991 war die 27. Ausgabe des jährlichen Fußballwettbewerbs, dem African Cup of Champions Clubs. Am Wettbewerb nahmen 38 Teams statt.
Es endete mit dem Finalrückspiel am 14. Dezember zwischen Club Africain aus Tunesien und Villa SC aus Uganda. Nach einem 6:2 im Stadion Menzah, was bis heute der höchste Finalsieg in der Geschichte des Turniers ist, und einem 1:1 in Uganda, gewann Club Africain als erster tunesischer Verein die CAF Champions League.

## Vorrunde
|                          | Gesamt          |                            | Hinspiel | Rückspiel |
| ------------------------ | --------------- | -------------------------- | -------- | --------- |
| ASF Fianarantsoa         | 4:1             | Saint Louis Suns United FC | 4:1      | 0:0       |
| Saint-George SA          | 1w/o1           | Gaadiidka FC               | :        | :         |
| Denver Sundowns FC       | 1:1 (4:2 i. E.) | Gaborone United            | 0:1      | 1:0       |
| Ifodje Atakpamé          | 1:3             | Sahel SC                   | 0:0      | 1:3       |
| Lesotho Defence Force FC | 0:3             | Pamba SC                   | 0:3      | 0:0       |
| AS Tempête Mocaf Bangui  | 2:8             | Petro Atlético             | 2:4      | 0:4       |

1 Gaadiidka FC hat sich nach der Auslosung vom Turnier zurückgezogen

## 1. Runde
|                      | Gesamt          |                            | Hinspiel | Rückspiel |
| -------------------- | --------------- | -------------------------- | -------- | --------- |
| Al Ahly              | 1w/o1           | Saint-George SA            | :        | :         |
| Al-Ittihad           | 0:2             | ASEC Mimosas               | 0:2      | 0:0       |
| Al-Merrikh           | 1:1 (7:8 i. E.) | SC Villa                   | 1:0      | 0:1       |
| Club Africain        | 7:2             | Requins de l’Atlantique FC | 5:1      | 2:1       |
| FC Lupopo            | (a)1:1(a)       | JAC Port-Gentil            | 1:1      | 0:0       |
| Gor Mahia            | 1:4             | Highlanders FC             | 1:0      | 0:4       |
| Hearts of Oak        | (a)5:5(a)       | Petro Atlético             | 4:2      | 1:3       |
| Inter Club           | (a)2:2(a)       | Vital’O FC                 | 2:1      | 0:1       |
| Iwuanyanwu Nationale | 3:2             | Old Edwardians FC          | 3:0      | 0:2       |
| JS Kabylie           | 6:1             | Elect Sport N’Djamena FC   | 6:0      | 0:1       |
| CD Matchedje         | 1:2             | Pamba SC                   | 1:1      | 0:1       |
| Nkana Red Devils     | 6:0             | ASF Fianarantsoa           | 6:0      | w/o2      |
| ASC Port Autonome    | 0:1             | Djoliba AC                 | 0:0      | 0:1       |
| Sahel SC             | 1:3             | Wydad Casablanca           | 0:0      | 1:3       |
| Sunrise Flacq United | 7:2             | Manzini Sundowns FC        | 6:0      | 1:2       |
| Union Douala         | 5:1             | EF Ouagadougou             | 3:0      | 2:1       |

1 Saint-George zog die Mannschaft zurück
2 ASF Fianarantsoa trat nach dem Hinspiel nicht mehr an

## 2. Runde
|                      | Gesamt          |                      | Hinspiel | Rückspiel |
| -------------------- | --------------- | -------------------- | -------- | --------- |
| Al Ahly              | 4:1             | Highlanders FC       | 3:1      | 1:0       |
| Club Africain        | 2:0             | Djoliba AC           | 2:0      | 0:0       |
| Iwuanyanwu Nationale | 7:1             | JAC Port-Gentil      | 5:0      | 2:1       |
| JS Kabylie           | 1:3             | Wydad                | 1:0      | 0:3       |
| SC Villa             | 5:3             | Pamba SC             | 4:1      | 1:2       |
| Nkana Red Devils     | 4:3             | Sunrise Flacq United | 4:1      | 0:2       |
| Petro Atlético       | 1:1 (1:3 i. E.) | ASEC Mimosas         | 1:0      | 0:1       |
| Union Douala         | 2:0             | Vital’O FC           | 2:0      | 0:0       |

## Viertelfinale
|                      | Gesamt          |                  | Hinspiel | Rückspiel |
| -------------------- | --------------- | ---------------- | -------- | --------- |
| Al Ahly              | 2:2 (2:4 i. E.) | SC Villa         | 2:0      | 0:2       |
| Club Africain        | 2:1             | Wydad            | 2:0      | 0:1       |
| Iwuanyanwu Nationale | 3:3 (6:5 i. E.) | ASEC Mimosas     | 3:0      | 0:3       |
| Union Douala         | 2:2             | Nkana Red Devils | 2:1      | 0:1       |

## Halbfinale
|               | Gesamt    |                      | Hinspiel | Rückspiel |
| ------------- | --------- | -------------------- | -------- | --------- |
| Club Africain | (a)4:4(a) | Nkana Red Devils     | 3:0      | 1:4       |
| SC Villa      | 4:3       | Iwuanyanwu Nationale | 3:2      | 1:1       |

## Finale

### Hinspiel
| Club Africain                                | Club Africain | Villa SC | Villa SC | Aufstellung                              |
| -------------------------------------------- | --- | --- | -------- | ---------------------------------------- |
| Club Africain                                | \| 23. November 1991 in Tunis (Stade El Menzah) \| \| Ergebnis: 6:2 (2:1) \| \| Zuschauer: 40.000 \| \| Schiedsrichter: Dodji Kouassi ( Togo)[2] \|                                                                                                 | \| 23. November 1991 in Tunis (Stade El Menzah) \| \| Ergebnis: 6:2 (2:1) \| \| Zuschauer: 40.000 \| \| Schiedsrichter: Dodji Kouassi ( Togo)[2] \|                                                            | Villa SC | Aufstellung Club Africain gegen Villa SC |
| Club Africain                                | Adel Hammami – Adel Rouissi (64. Sami Elmi), Hammami - Fodil Megharia, Lotfi Mhaissi, Sayed Bergaoui – Sami Nasri, Samir Sellimi, Lofti Rouissi, Adel Sellimi, Sami Touati (70. Sabri Bouhali), Faouzi Rouissi Cheftrainer: Ilie Balaci ( Rumänien) | Mukasa - Hasule, Adam Semugabi, Geofrey Higenyi, William Nkemba, Nkria, Magid Musisi, Paul Kivumbi, Nsaba, Zaidi Tebesigwa (46. Mukaiabala), Suleiman Kato Cheftrainer: Geoff Hudson ( Vereinigtes Königreich) | Villa SC | Aufstellung Club Africain gegen Villa SC |
| Club Africain                                | 1:0 L. Mhaissi (30.) 2:1 S. Touati (44.) 3:1 L. Mhaissi (49.) 4:1 A. Sellimi (57.) 5:2 F. Rouissi (79.) 6:2 F. Rouissi (84., Elfmeter) | 1:1 M. Musisi (33.) 5:2 Kato (64., Foulelfmeter) | Villa SC | Aufstellung Club Africain gegen Villa SC |
| Club Africain                                | Adam Semugabi (73.) | | Villa SC | Aufstellung Club Africain gegen Villa SC |
| 23. November 1991 in Tunis (Stade El Menzah) | | |          |                                          |
| Ergebnis: 6:2 (2:1)                          | | |          |                                          |
| Zuschauer: 40.000                            | | |          |                                          |
| Schiedsrichter: Dodji Kouassi ( Togo)        | | |          |                                          |

### Rückspiel
| Villa SC                                        | Villa SC | Club Africain | Club Africain | Aufstellung                              |
| ----------------------------------------------- | --- | --- | ------------- | ---------------------------------------- |
| Villa SC                                        | \| 14. Dezember 1991 in Kampala (Nakivubo Stadium) \| \| Ergebnis: 1:1 (0:0) \| \| Zuschauer: 25.000 \| \| Schiedsrichter: Badara Mamaya Sène ( Senegal) \|                                                 | \| 14. Dezember 1991 in Kampala (Nakivubo Stadium) \| \| Ergebnis: 1:1 (0:0) \| \| Zuschauer: 25.000 \| \| Schiedsrichter: Badara Mamaya Sène ( Senegal) \|                                                                             | Club Africain | Aufstellung Villa SC gegen Club Africain |
| Villa SC                                        | Mukasa - Hasule, Kyagulanyi, Nkemba, Geofrey Higenyi, Nkria, Kivumbi (71. Semukula), Nsaba (51. Idi Butambuze), Magid Musisi, Mukaiabala, Suleiman Kato Cheftrainer: Geoff Hudson ( Vereinigtes Königreich) | Adel Hammami – Adel Rouissi, Fodil Megharia, Lotfi Mhaissi, Sayed Bergaoui, Sami Nasri (56. Sabri Bouhali (74. Abdelhak)), Samir Sellimi, Lofti Rouissi, Adel Sellimi, Sami Touati, Faouzi Rouissi Cheftrainer: Ilie Balaci ( Rumänien) | Club Africain | Aufstellung Villa SC gegen Club Africain |
| Villa SC                                        | 1:1 Butambuze (71.) | 0:1 S. Touati (51.) | Club Africain | Aufstellung Villa SC gegen Club Africain |
| 14. Dezember 1991 in Kampala (Nakivubo Stadium) | | |               |                                          |
| Ergebnis: 1:1 (0:0)                             | | |               |                                          |
| Zuschauer: 25.000                               | | |               |                                          |
| Schiedsrichter: Badara Mamaya Sène ( Senegal)   | | |               |                                          |